# Discografia de Leonardo
Esta é uma página que contém a discografia do cantor brasileiro Leonardo.

## Álbuns

### Álbuns de estúdio
| Título                                 | Detalhes do álbum                                                                        | Certificações        |
| -------------------------------------- | ---------------------------------------------------------------------------------------- | -------------------- |
| Tempo                                  | - Lançamento: 1999 - Gravadora: BMG - Formatos: CD                                       | - PMB: Diamante      |
| Quero Colo                             | - Lançamento: 2000 - Gravadora: BMG - Formatos: CD                                       | - PMB: Diamante      |
| Todas as Coisas do Mundo               | - Lançamento: 2001 - Gravadora: BMG - Formatos: CD                                       | - PMB: Platina duplo |
| Te Amo Demais                          | - Lançamento: 2002 - Gravadora: BMG - Formatos: CD                                       | - PMB: Platina duplo |
| Brincadeira Tem Hora                   | - Lançamento: 2003 - Gravadora: BMG - Formatos: CD                                       | - PMB: Platina       |
| Leonardo Canta Grandes Sucessos        | - Lançamento: 2004 - Gravadora: BMG - Formatos: CD                                       | - PMB: Diamante      |
| Leonardo Canta Grandes Sucessos Vol. 2 | - Lançamento: 2005 - Gravadora: Sony BMG - Formatos: CD                                  | - PMB: Platina       |
| De Corpo e Alma                        | - Lançamento: 31 de maio de 2006 - Gravadora: Universal Music - Formatos: CD             | - PMB: Platina       |
| Coração Bandido                        | - Lançamento: 2008 - Gravadora: Universal Music - Formatos: CD                           | - PMB: Platina       |
| Alucinação                             | - Lançamento: 2010 - Gravadora: Universal Music - Formatos: CD                           | - PMB: Platina       |
| Nada Mudou                             | - Lançamento: 16 de novembro de 2011 - Gravadora: Universal Music - Formatos: CD         | - PMB: Ouro          |
| Vivo Apaixonado                        | - Lançamento: 25 de junho de 2013 - Gravadora: Universal Music - Formatos: CD            |                      |
| Bar do Leo                             | - Lançamento: 25 de abril de 2016 - Gravadora: Sony Music / Talismã Music - Formatos: CD |                      |

### Álbuns ao vivo
| Título                                                                                            | Detalhes do álbum                                                                  | Certificações   |
| ------------------------------------------------------------------------------------------------- | ---------------------------------------------------------------------------------- | --------------- |
| Leonardo ao Vivo                                                                                  | - Lançamento: 1999 - Gravadora: BMG - Formatos: CD, DVD                            | - PMB: Diamante |
| Todas as Coisas do Mundo Ao Vivo                                                                  | - Lançamento: 2002 - Gravadora: BMG - Formatos: CD, DVD                            | - PMB: Platina  |
| Esse Alguém Sou Eu Ao Vivo                                                                        | - Lançamento: 2009 - Gravadora: Universal Music - Formatos: CD, DVD                | - PMB: Platina  |
| 30 Anos                                                                                           | - Lançamento: 2014 - Gravadora: Sony Music / Talismã Music - Formatos: CD, DVD, DD |                 |
| Cabaré (com Eduardo Costa)                                                                        | - Lançamento: 2014 - Gravadora: Sony Music / Talismã Music - Formatos: CD, DVD     |                 |
| Cabaré Night Club (com Eduardo Costa)                                                             | - Lançamento: 2016 - Gravadora: Sony Music / Talismã Music - Formatos: CD, DVD     |                 |
| Canto, Bebo e Choro - Ao Vivo                                                                     | - Lançamento: 2018 - Gravadora: Talismã Music - Formatos: CD, DVD                  |                 |
| A História Continua - Ao Vivo em São Paulo (com Chitãozinho & Xororó e Zezé Di Camargo & Luciano) | - Lançamento: 2019 - Gravadora: Som Livre - Formatos: CD, DVD                      |                 |

### Álbuns de compilação
| Ano  | Detalhes do álbum                                                                      |
| ---- | -------------------------------------------------------------------------------------- |
| 2006 | Sucessos - Lançado: 2006 - Gravadora: Sony BMG                                         |
| 2006 | Audiência - Lançado: 2006 - Gravadora: Som Livre                                       |
| 2010 | Seleção Essencial - Lançado: 2010 - Gravadora: Sony Music                              |
| 2013 | Volte Amor - Grandes Sucessos - Lançado: 2013 - Gravadora: Universal Music             |
| 2013 | Idas e Voltas - Grandes Sucessos em Vídeo - Lançado: 2013 - Gravadora: Universal Music |
| 2014 | Mega Hits - Leonardo - Lançado: 2014 - Gravadora: Sony Music                           |
| 2015 | A Arte de Leonardo - Lançado: 2015 - Gravadora: Universal Music                        |

## Singles
| Ano  | Título                                                         | Álbum                                      |
| ---- | -------------------------------------------------------------- | ------------------------------------------ |
| 1999 | "120... 150... 200 KM, Por Hora"                               | Tempo                                      |
| 1999 | "Mano"                                                         | Tempo                                      |
| 1999 | "Mentira Que Virou Paixão"                                     | Tempo                                      |
| 1999 | "Boto Pra Remexer"                                             | Tempo                                      |
| 2000 | "Namoro Novo"                                                  | Tempo                                      |
| 2000 | "Deixaria Tudo"                                                | Quero Colo                                 |
| 2000 | "Água de Coco"                                                 | Quero Colo                                 |
| 2000 | "Quero Colo"                                                   | Quero Colo                                 |
| 2000 | "Fiquei Sozinho"                                               | Quero Colo                                 |
| 2001 | "Feitiço"                                                      | Quero Colo                                 |
| 2001 | "Todas as Coisas do Mundo"                                     | Todas as Coisas do Mundo                   |
| 2001 | "Coração Espinhado"                                            | Todas as Coisas do Mundo                   |
| 2001 | "Cristal Quebrado"                                             | Todas as Coisas do Mundo                   |
| 2001 | "Tô Fora"                                                      | Todas as Coisas do Mundo                   |
| 2001 | "A Chuva Não Vai Passar"                                       | Todas as Coisas do Mundo                   |
| 2002 | "A Distância"                                                  | Todas as Coisas do Mundo - Ao Vivo         |
| 2002 | "Vem Sonhar"                                                   | Te Amo Demais                              |
| 2002 | "Te Amo Demais"                                                | Te Amo Demais                              |
| 2002 | "A Malvada"                                                    | Te Amo Demais                              |
| 2003 | "Tua Sombra Em Meu Caminho"                                    | Te Amo Demais                              |
| 2003 | "Tudo Me Lembra Você"                                          | Te Amo Demais                              |
| 2003 | "Brincadeira Tem Hora"                                         | Brincadeira Tem Hora                       |
| 2003 | "Eu Sei Que Te Perdi"                                          | Brincadeira Tem Hora                       |
| 2004 | "Vai e Vem"                                                    | Brincadeira Tem Hora                       |
| 2004 | "Quero Acender Teu Fogo"                                       | Brincadeira Tem Hora                       |
| 2004 | "Fantasias"                                                    | Leonardo Canta Grandes Sucessos            |
| 2004 | "Meu Mel"                                                      | Leonardo Canta Grandes Sucessos            |
| 2004 | "A Desconhecida"                                               | Leonardo Canta Grandes Sucessos            |
| 2005 | "Nervos de Aço"                                                | Trilha sonora de América                   |
| 2005 | "Pareço um Menino"                                             | Leonardo Canta Grandes Sucessos Vol. 2     |
| 2005 | "Se Ainda Existe Amor"                                         | Leonardo Canta Grandes Sucessos Vol. 2     |
| 2006 | "Lembranças"                                                   | Leonardo Canta Grandes Sucessos Vol. 2     |
| 2006 | "Sinhá Moça"                                                   | Trilha sonora de Sinhá Moça                |
| 2006 | "De Latinha Na Mão" (part. Zeca Pagodinho)                     | De Corpo e Alma                            |
| 2006 | "De Corpo e Alma"                                              | De Corpo e Alma                            |
| 2007 | "Idas e Voltas"                                                | De Corpo e Alma                            |
| 2007 | "Uma Festa Todo Dia"                                           | De Corpo e Alma                            |
| 2008 | "Coração Bandido"                                              | Coração Bandido                            |
| 2008 | "A Fila Anda"                                                  | Coração Bandido                            |
| 2009 | "Volte Amor"                                                   | Coração Bandido                            |
| 2009 | "Esse Alguém Sou Eu"                                           | Esse Alguém Sou Eu Ao Vivo                 |
| 2009 | "Flor do Meu Sertão"                                           | Esse Alguém Sou Eu Ao Vivo                 |
| 2010 | "Quem É"                                                       | Esse Alguém Sou Eu Ao Vivo                 |
| 2010 | "Alucinação"                                                   | Alucinação                                 |
| 2011 | "Zuar e Beber"                                                 | Alucinação                                 |
| 2011 | "Me Apaixonei Por Ti"                                          | Alucinação                                 |
| 2011 | "Hoje"                                                         | Alucinação                                 |
| 2011 | "Baby, Fala pra Mim"                                           | Nada Mudou                                 |
| 2012 | "Além do Sol, Além do Mar"                                     | Nada Mudou                                 |
| 2012 | "Beber, Beber"                                                 | Nada Mudou                                 |
| 2012 | "Sem Vergonha e Sem Juízo"                                     | Nada Mudou                                 |
| 2013 | "Choro"                                                        | Vivo Apaixonado                            |
| 2014 | "Pega Eu e Leva pra Você"                                      | 30 Anos                                    |
| 2014 | "Liga lá em Casa"                                              | 30 Anos                                    |
| 2014 | "Um Degrau na Escada"                                          | Cabaré (com Eduardo Costa)                 |
| 2015 | "Como Eu Chorei"                                               | Cabaré (com Eduardo Costa)                 |
| 2015 | "Dona do Meu Destino"                                          | Bar do Leo                                 |
| 2016 | "Pergunte ao Dono do Bar"                                      | Bar do Leo                                 |
| 2016 | "Laço Aberto"                                                  | Cabaré Night Club (com Eduardo Costa)      |
| 2018 | "Quem é Que Chora Por Mim"                                     | Canto, Bebo e Choro - Ao Vivo              |
| 2018 | "Perder Você é Abraçar a Solidão"                              | Canto, Bebo e Choro - Ao Vivo              |
| 2019 | "Única" (com Chitãozinho & Xororó e Zezé Di Camargo & Luciano) | A História Continua - Ao Vivo em São Paulo |
| 2022 | "Sangue de Gelo"                                               | Homem Safado                               |

### Outras aparições
| Ano  | Canção                                | Artista                                          | Álbum                                |
| ---- | ------------------------------------- | ------------------------------------------------ | ------------------------------------ |
| 2001 | "Oração de Um Jovem Triste"           | Vários artistas                                  | Direito de Viver                     |
| 2006 | "Que Pescar Que Nada"                 | Bruno & Marrone                                  | Ao Vivo em Goiânia                   |
| 2007 | "Mais Uma Chance"                     | Banda Calypso                                    | 10                                   |
| 2007 | "Separação"                           | Eduardo Costa                                    | Ao Vivo                              |
| 2008 | "Laço Aberto"                         | Pedro & Thiago                                   | Ao Vivo                              |
| 2010 | "Deixaria Tudo"                       | João Bosco & Vinícius                            | Coração Apaixonou - Ao Vivo          |
| 2010 | "Por Amor", "É Preciso Saber Viver"   | Roberto Carlos                                   | Emoções Sertanejas                   |
| 2011 | "Tocando Em Frente"                   | Paula Fernandes                                  | Ao Vivo                              |
| 2011 | "Índia"                               | Paula Fernandes                                  | Ao Vivo                              |
| 2011 | "Muda Pra Goiás"                      | Rick Sollo                                       | Pronto Pra Te Amar                   |
| 2013 | "Conto de Fadas"                      | Israel & Rodolffo                                | Imprevisível                         |
| 2014 | "Vem Fazer Amor Comigo"               | Léo Magalhães                                    | 10 Anos - Ao Vivo em Goiânia         |
| 2015 | "Rumo a Goiânia"                      | Gusttavo Lima                                    | Buteco do Gusttavo Lima              |
| 2017 | "Na Mesma Estrada"                    | Zé Felipe                                        | Na Mesma Estrada                     |
| 2017 | "Cabocla"                             | Zé Felipe                                        | Na Mesma Estrada                     |
| 2018 | "Noite Triste"                        | Valéria Barros                                   | Amigos e Modão                       |
| 2018 | "Minha Pequena"                       | Victor & Leo                                     | O Cantor do Sertão                   |
| 2019 | "Sinônimos / Pense em Mim / É o Amor" | Chitãozinho & Xororó e Zezé Di Camargo & Luciano | Amigos 20 Anos - A História Continua |
| 2019 | "Eu Juro"                             | Zé Felipe e Gusttavo Lima                        | Ao Vivo                              |

### Singlespromocionais
| Ano  | Título                                      | Álbum                                       |
| ---- | ------------------------------------------- | ------------------------------------------- |
| 2000 | "Longe de Você"                             | Quero Colo                                  |
| 2000 | "Um Sonho de Moça"                          | Um Sonho de Moça (CD promocional da Nestlé) |
| 2001 | "Amanhã"                                    | Todas as Coisas do Mundo                    |
| 2007 | "Alô Goiás"                                 | De Corpo e Alma                             |
| 2008 | "Por Favor Reza Pra Nós"                    | Coração Bandido                             |
| 2008 | "Por Que é Tão Cruel o Amor?"               | Coração Bandido                             |
| 2009 | "Longe"                                     | Trilha sonora da novela Paraíso             |
| 2010 | "O Cara Errado"                             | Esse Alguém Sou Eu Ao Vivo                  |
| 2010 | "Tocando em Frente" (part. Paula Fernandes) | Alucinação                                  |
| 2016 | "Segredo de Alma"                           | Bar do Léo                                  |

## Videografia

### Álbuns de vídeo
| Título                                                                               | Detalhes do álbum                                                               | Certificações (vendas certificadas) |
| ------------------------------------------------------------------------------------ | ------------------------------------------------------------------------------- | ----------------------------------- |
| Leonardo ao Vivo                                                                     | - Lançamento: 1999 - Gravadora: BMG - Formatos: CD, DVD                         | - PMB: Platina                      |
| Todas as Coisas do Mundo Ao Vivo                                                     | - Lançamento: 2002 - Gravadora: BMG - Formatos: CD, DVD                         | - PMB: Platina                      |
| Leonardo Acústico                                                                    | - Lançamento: 15 de março de 2006 - Gravadora: Sony BMG - Formatos: DVD         |                                     |
| Esse Alguém Sou Eu Ao Vivo                                                           | - Lançamento: 2009 - Gravadora: Universal Music - Formatos: CD, DVD             | - PMB: Platina                      |
| Leonardo - 30 Anos                                                                   | - Lançamento: 2014 - Gravadora: Sony Music / Talismã Music - Formatos: CD, DVD, |                                     |
| Canto, Bebo e Choro - Ao Vivo                                                        | - Lançamento: 2018 - Gravadora: Talismã Music - Formatos: CD, DVD               |                                     |
| A História Continua - Ao Vivo (com Chitãozinho & Xororó e Zezé Di Camargo & Luciano) | - Lançamento: 2019 - Gravadora: Som Livre - Formatos: CD, DVD                   |                                     |